# Jean-Baptiste Colbert
Jean-Baptiste Colbert (Reims, 29 agosto 1619 – Parigi, 6 settembre 1683) è stato un politico ed economista francese.
La sua opera fu diretta principalmente ad accrescere la ricchezza del Paese, incoraggiandone lo sviluppo industriale e coloniale. Modernizzò le finanze pubbliche francesi, salvandole dalla bancarotta e facendo raggiungere il pareggio al Bilancio dello Stato, ma la sua opera risanatrice fu gravemente ostacolata dalle enormi spese belliche di Luigi XIV.
Nel 1664, scrive la giornalista francese Marion Prost, Jean-Baptiste Colbert prende una decisione fondamentale ponendo la prima pietra di quello che è definito protezionismo alla francese in conflitto particolarmente con l'Inghilterra. La Francia verrà orientata verso i generi di lusso, il bello, il costoso, il vistoso e in ciò si proteggerà a colpi di tariffe doganali, non riguardanti l'interno, ma verso le nazioni estere concorrenti. Le frontiere diventano sacre, scrive Prost, e la concorrenza si trasformerà in campo di battaglia a tal punto che la Guerra d'Olanda trova qui le sue cause profonde. il lusso alla francese è quindi soprattutto  una storia di dogana.
Nel 1669 ottenne dal re la creazione del Ministero della Marina, carica di cui fu il primo titolare e che fece di lui il padre della moderna marina francese.
La politica di Colbert è considerata una delle più genuine interpretazioni del mercantilismo.

## Biografia

### Infanzia e giovinezza

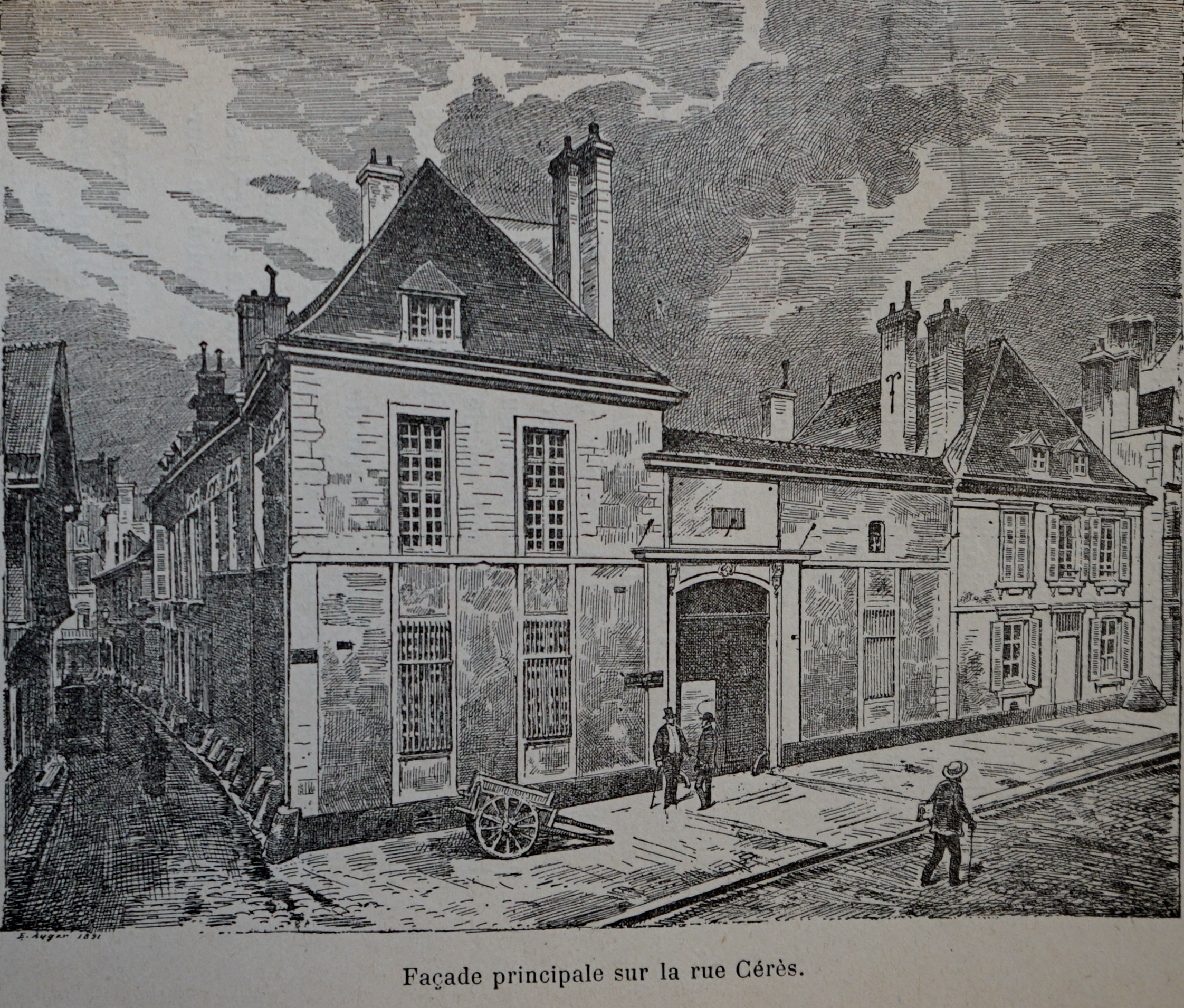
Casa natale di Cobert in rue Cérès a Reims

Nato da una ricca famiglia di Reims che esercitava la mercatura dei panni, Colbert entrò nel servizio di Stato nel 1643, alle dipendenze del Louvois, influente ministro della guerra. La nomina pare fosse stata favorita dal fatto che uno zio era cognato del ministro. Dopo un periodo trascorso come ispettore divenne, nel 1645, segretario personale del ministro.

### Matrimonio
Il 13 dicembre 1648 sposò la ricca ereditiera Marie Charron (ebbe una dote di 1000 lire), figlia di un membro del consiglio reale, sorella di Jean-Jacques Charron de Menars e cugina di Alexandre Bontemps.

### Mazzarino e la rapida ascesa

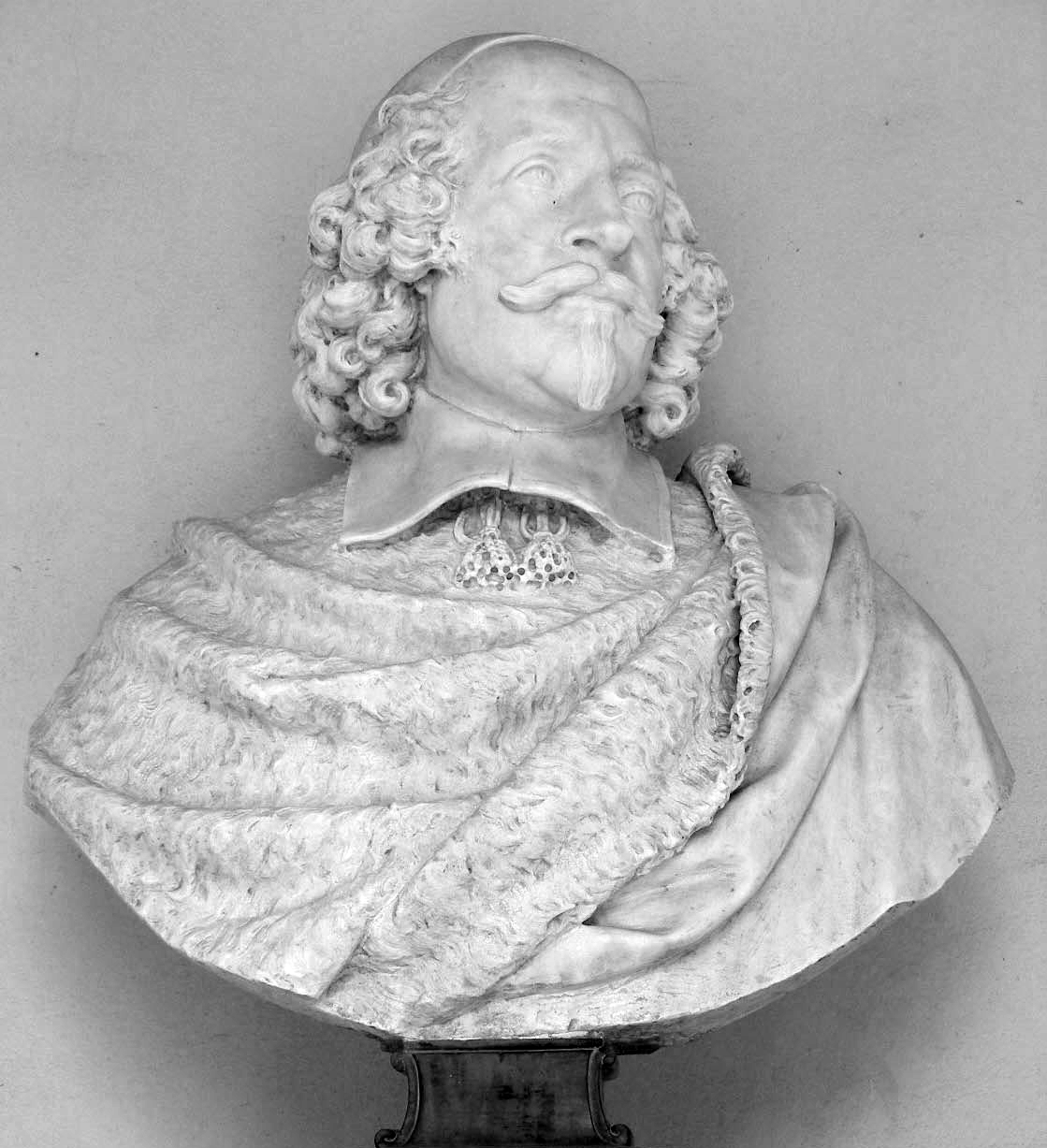
Busto di Giulio Mazzarino scolpito da Louis Lerambert (Biblioteca Mazzarino)

L'importanza dei suoi incarichi e la competenza nello svolgerli conquistarono a Colbert la fiducia del cardinale Giulio Mazzarino, primo ministro per conto della reggente Anna d'Austria e del piccolo Luigi XIV. Quando, a causa della Fronda dei Principi, il cardinale italiano venne costretto a prendere la via dell'esilio (1651), nominò Colbert amministratore dei beni lasciati in Francia.
Con il ritorno in trionfo del Cardinale a Parigi (1653), la scalata di Colbert verso i più ambiziosi traguardi ebbe un'ulteriore accelerazione: Mazzarino lo nominò, con il titolo di intendente, amministratore ufficiale del suo immenso patrimonio, uno dei più grandi dell'epoca (alla sua morte, nel 1661, ammonterà a quasi quaranta milioni di livre tornesi. Per stabilire un ordine di grandezza, il patrimonio del ricchissimo Colbert venne stimato attorno ai cinque milioni di lire, quello di Nicolas Fouquet ai quattro). Come è facile immaginare, la carica permise a Colbert di introdursi nei riservati meandri della finanza e dell'amministrazione statale.
Nel 1659 contribuì alla repressione di rivolte in Normandia, Angiò e Poitou.

### Morte di Mazzarino, presa di potere di Luigi XIV e vittoria su Fouquet

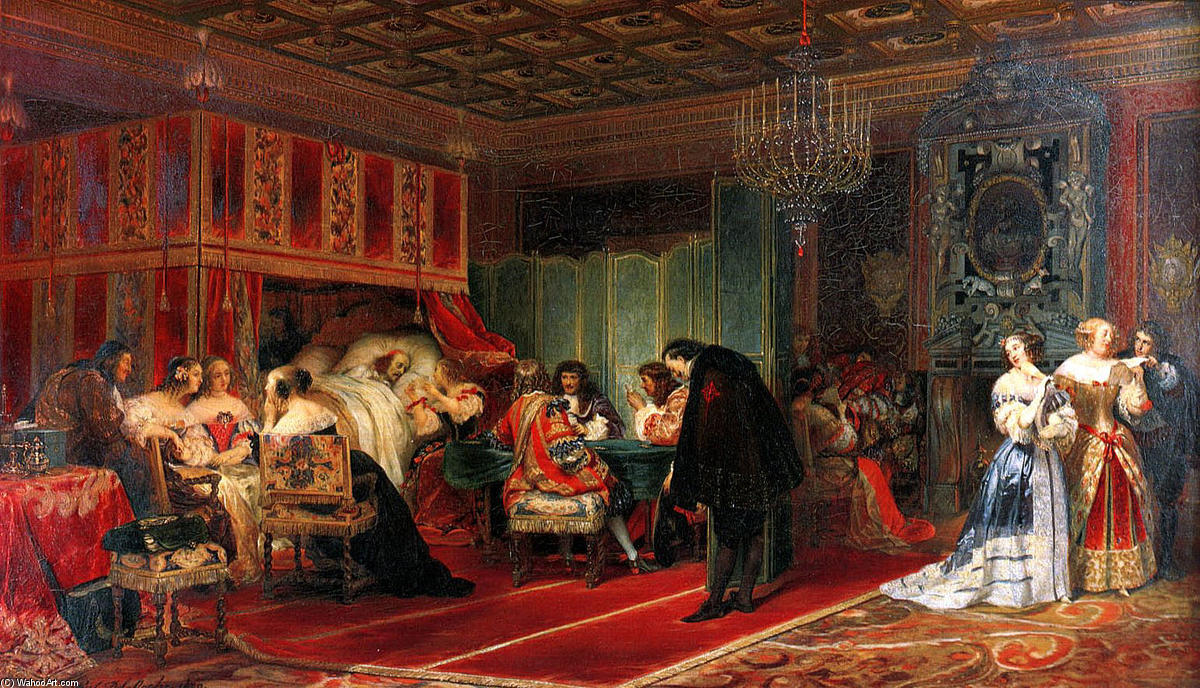
Morte del Cardinal Mazzarino, di Paul Delaroche

Giulio Mazzarino morì il 9 marzo 1661. A seguito di ciò, Luigi XIV prese ad esercitare direttamente le funzioni regie. Aveva, però, bisogno di validi aiutanti. Nel suo testamento, il cardinale gli raccomandava Colbert. Mazzarino aveva inoltre nominato il sovrano suo erede universale, a parte una grossa dote lasciata alle nipoti e ad altri legati minori, anche a favore di Colbert, che si vide assegnare la casa in cui abitava. Quest'ultimo, forte della carica di amministratore dei beni del defunto, aiutò Luigi XIV a recuperarne una buona parte e ciò fece aumentare di parecchio la considerazione del futuro Re Sole nei suoi confronti.

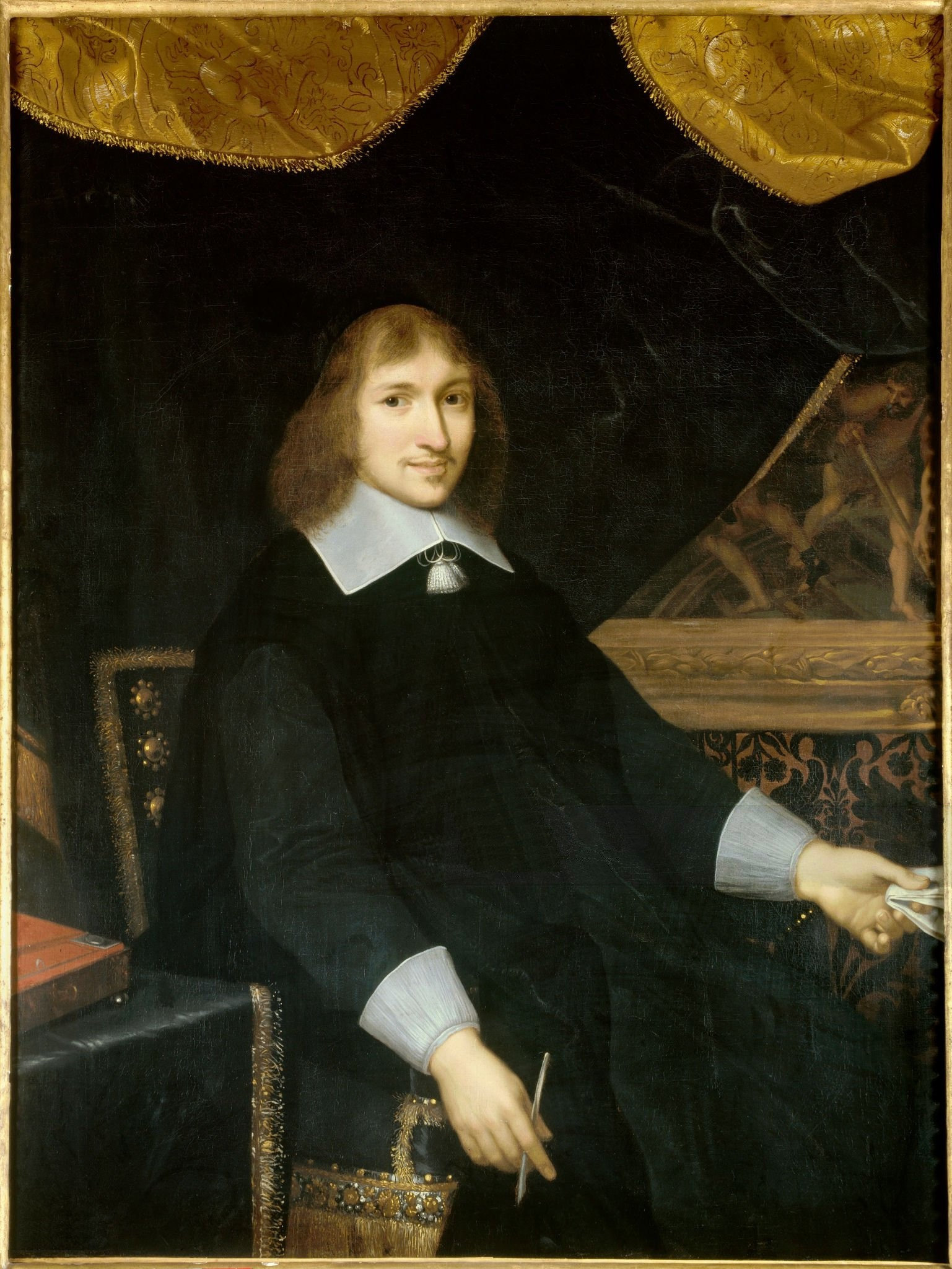
Nicolas Fouquet, il sovrintendente delle finanze che Colbert fece "rimuovere" per salvare le casse dello Stato

Nei mesi successivi si aggravò lo scontro tra Colbert ed il sovrintendente alle finanze Nicolas Fouquet. Colbert ne aveva già denunciato la gestione - caotica e non priva d'ombre - delle finanze pubbliche francesi. Ora ne ottenne la disgrazia. Il re fece arrestare lo sfortunato sovrintendente a Nantes, il 15 settembre 1661. Si è spesso sostenuto che in ciò abbiano avuto un ruolo non lieve l'invidia e la gelosia di Luigi XIV verso Fouquet che - pare - avrebbe addirittura tentato d'insidiargli l'amante.

### Un uomo, tante cariche

Jean-Baptiste Colbert in un busto di Antoine Coysevox

Battuto ed incarcerato Fouquet, i progetti di Colbert e la sua politica riformatrice non ebbero più ostacoli. Nello stesso, il 1661, che aveva visto la caduta del Sovrintendente, entrò a far parte del neo istituito consiglio delle finanze. Nel 1665 diventò controllore generale delle finanze (la carica di Sovrintendente alle finanze di Francia, come si vede, era stata soppressa), nel febbraio del 1669 eccolo ministro della real casa e, un mese dopo, come già accennato, alla guida del nuovo ministero della marina. Un poco alla volta, accumulò nelle sue mani quasi tutte le cariche di governo, a parte gli esteri e la guerra.

### Riforme amministrative e finanziarie

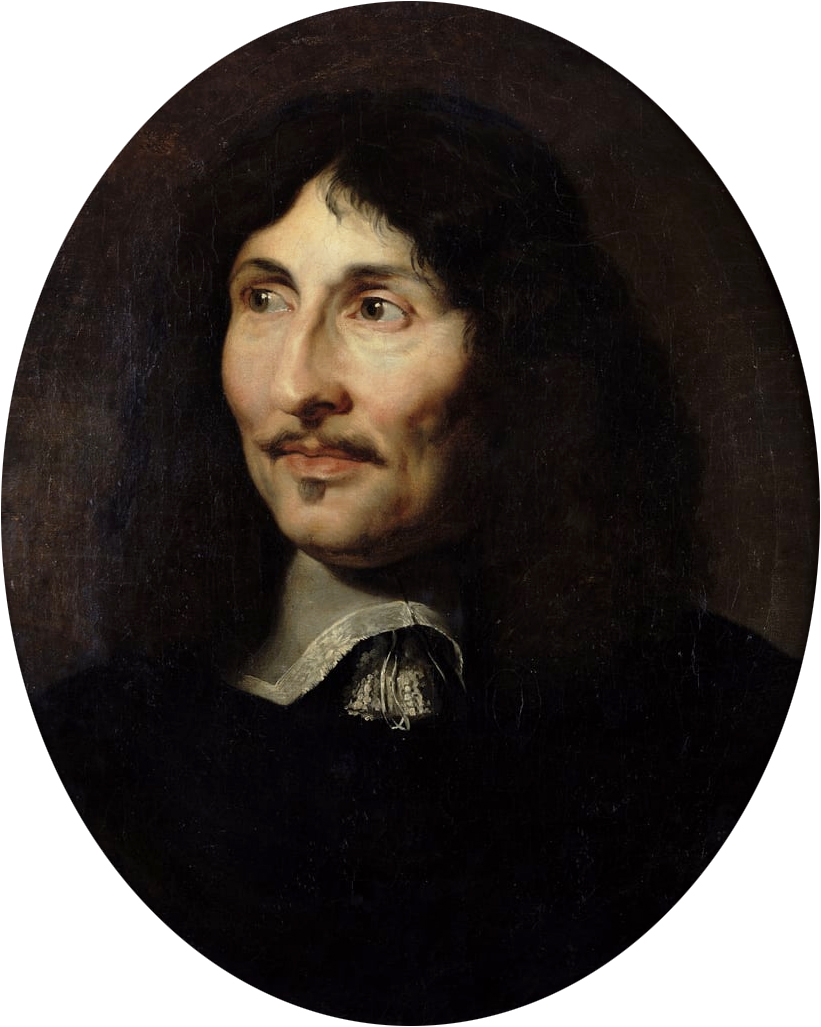
Colbert in un ritratto di Claude Lefebvre

Colbert creò un nuovo tipo di stato, governato dal centro, in cui gli aristocratici vennero estromessi dal governo delle province a favore degli intendenti, nuove figure di funzionari borghesi, nominati in base a criteri meritocratici e che dovevano al re la loro carriera.
Venne modernizzata l'amministrazione finanziaria e fu ridotto il costo enorme connesso all'esazione dei tributi. Con modalità sbrigative vennero cancellati - o fortemente ridotti - i debiti dello Stato privi di sufficiente giustificazione. Si cominciò a redigere un bilancio preventivo.
Colbert fallì nel proposito di rendere più equo il sistema fiscale, in parte a causa delle forti resistenze che incontrava un simile proposito, in parte perché le continue guerre, in cui il Re Sole prese ad impegnarsi, mandarono nuovamente a picco i conti pubblici, tarpando le ali a riforme ambiziose. Riuscì però a ridurre la concessione di esenzioni ingiustificate e ad abrogarne un buon numero. Inoltre aumentò il peso della tassazione indiretta, a cui i privilegiati non potevano sottrarsi.

### Colbertismo

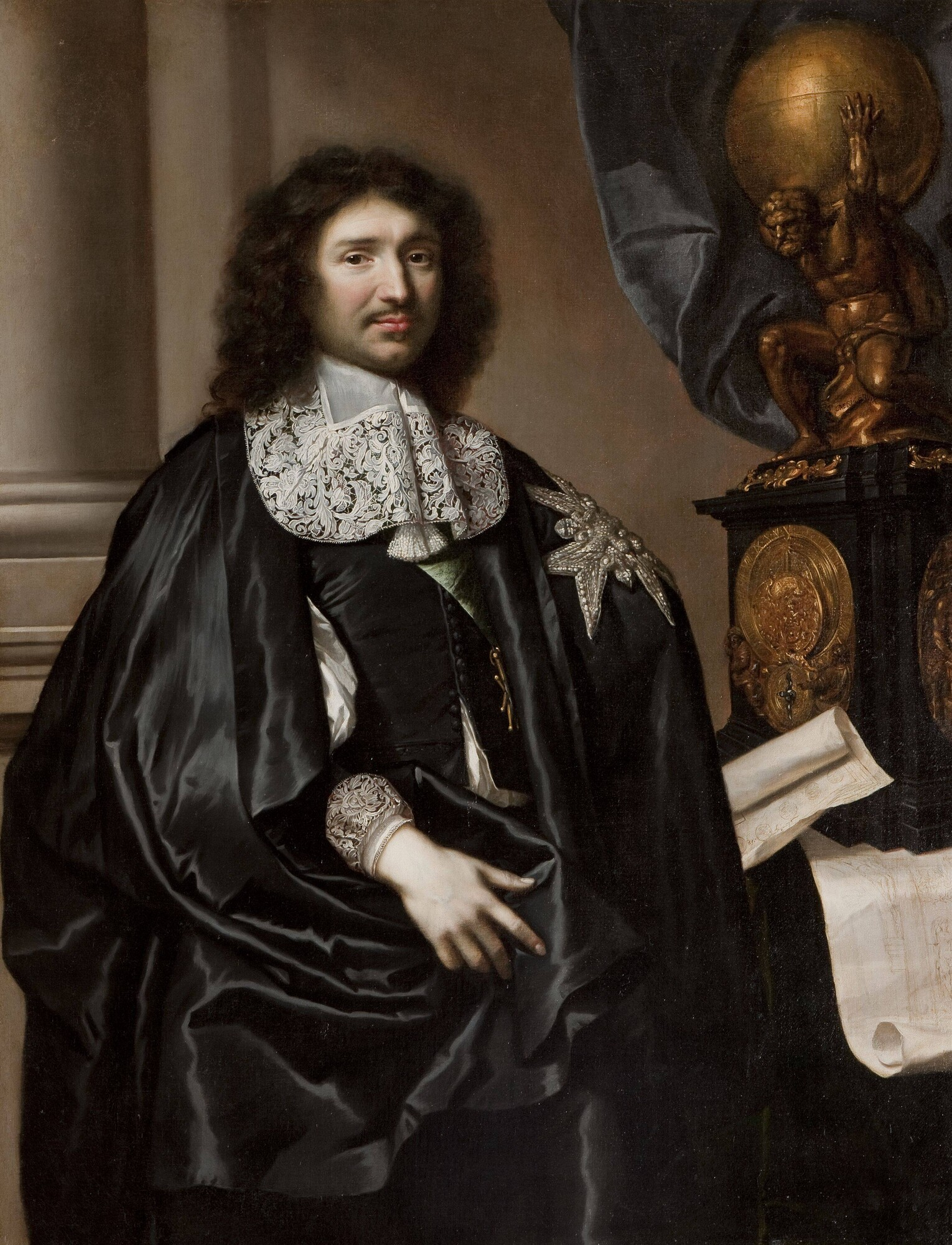
Ritratto di Jean-Baptiste Colbert con indosso gli abiti dell'Ordine dello Spirito Santo
Claude Lefèbvre, Reggia di Versailles (1666)

Il mercantilismo è definito, in Francia, Colbertismo, in onore all'uomo che ne fu il maggior ispiratore.
Alla base di questo particolare sistema di governare l'economia sta una considerazione molto semplice. Essendo la ricchezza di uno Stato basata sulla quantità di moneta, è necessario, per arricchire il paese ed aumentarne la potenza, incrementare le esportazioni (apportatrici di nuova moneta) e diminuire le importazioni (che fanno perdere moneta a vantaggio dei concorrenti). Si tratta di un modo di pensare oggi superato ampiamente, anche se non totalmente (il mercantilismo nella sua accezione moderna è assolutamente attuale).

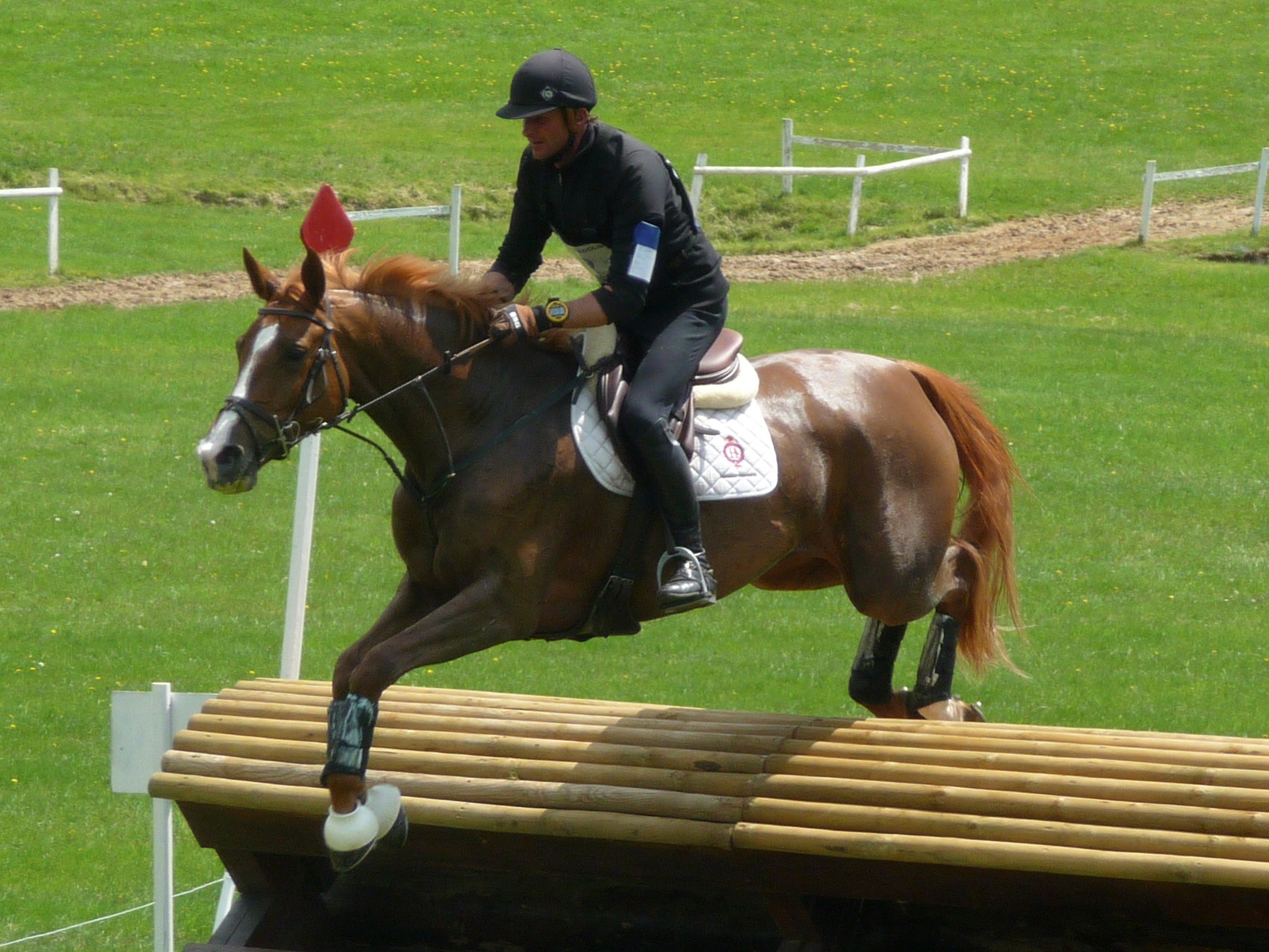
Un cavallo della stazione di monta equina di Tarbes, istituita da Colbert

Per favorire le esportazioni, la produzione nazionale deve abbracciare il più alto numero possibile di settori merceologici e raggiungere in essi standard qualitativi così elevati, da sbaragliare la concorrenza. Nel tentativo di raggiungere questi obiettivi, Colbert divenne il vero padre dell'industria francese del lusso. Un esempio di questo atteggiamento fu la creazione, nel 1665, della stazione di monta equina di Tarbes, allo scopo di diminuire l'importazione di cavalli dall'estero.

### Manifatture Reali

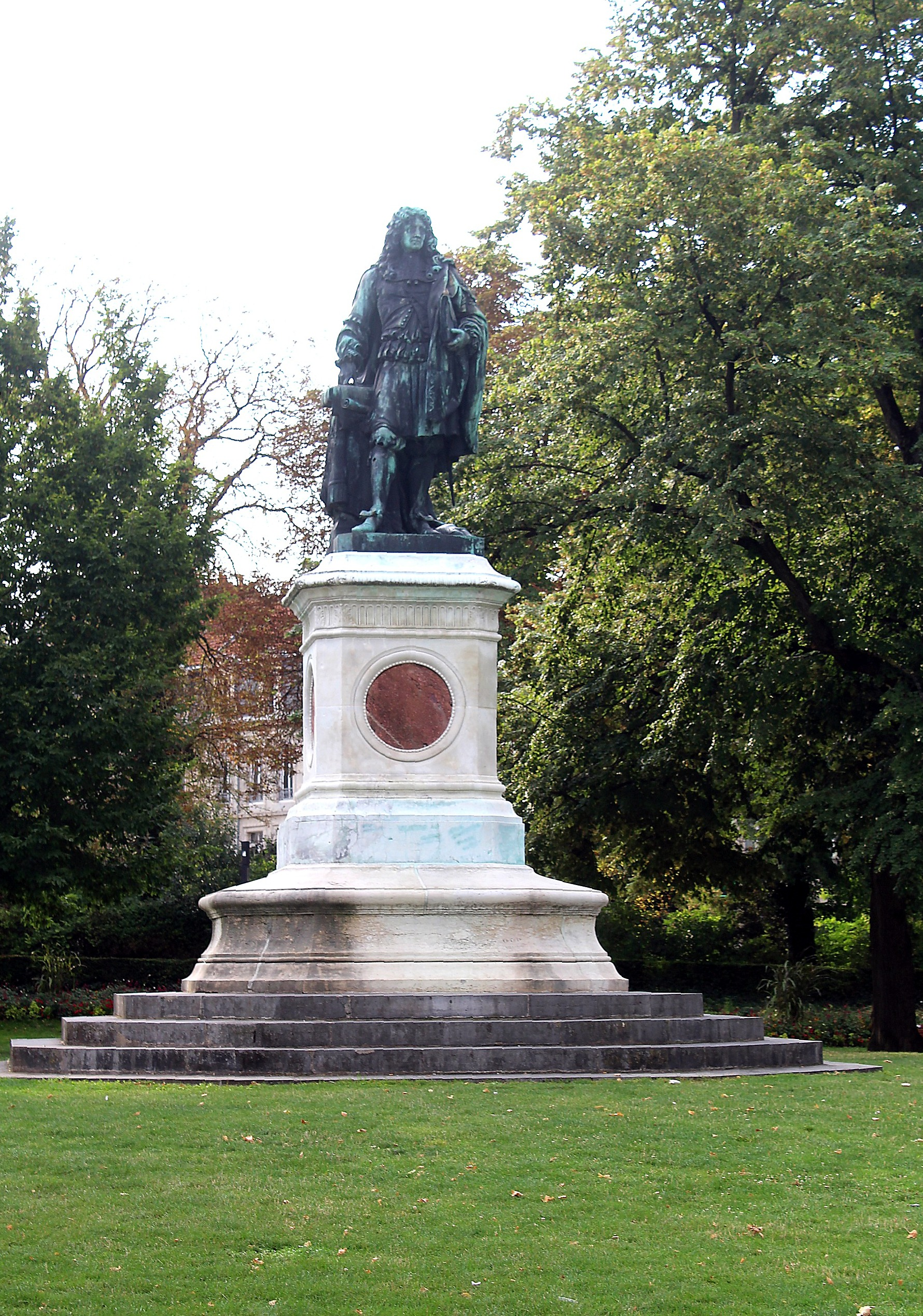
Reims, statua di Jean-Baptiste Colbert.

Le corporazioni frapponevano molti ostacoli all'apertura di nuove iniziative economiche. Colbert li aggirò, creando le manifatture reali. Erano, queste, degli stabilimenti - a volte di proprietà della corona, più frequentemente di privati - a cui venivano concessi vari aiuti da parte dello Stato, i quali potevano variare dai semplici sgravi fiscali alle sovvenzioni pubbliche, finanche alla concessione del monopolio in determinati settori. Per rendere più competitive la manifatture reali, vennero impiegati vagabondi che si trovavano nelle città, ai quali veniva dato del cibo (quanto sufficiente per sopravvivere) e un posto in cui dormire.

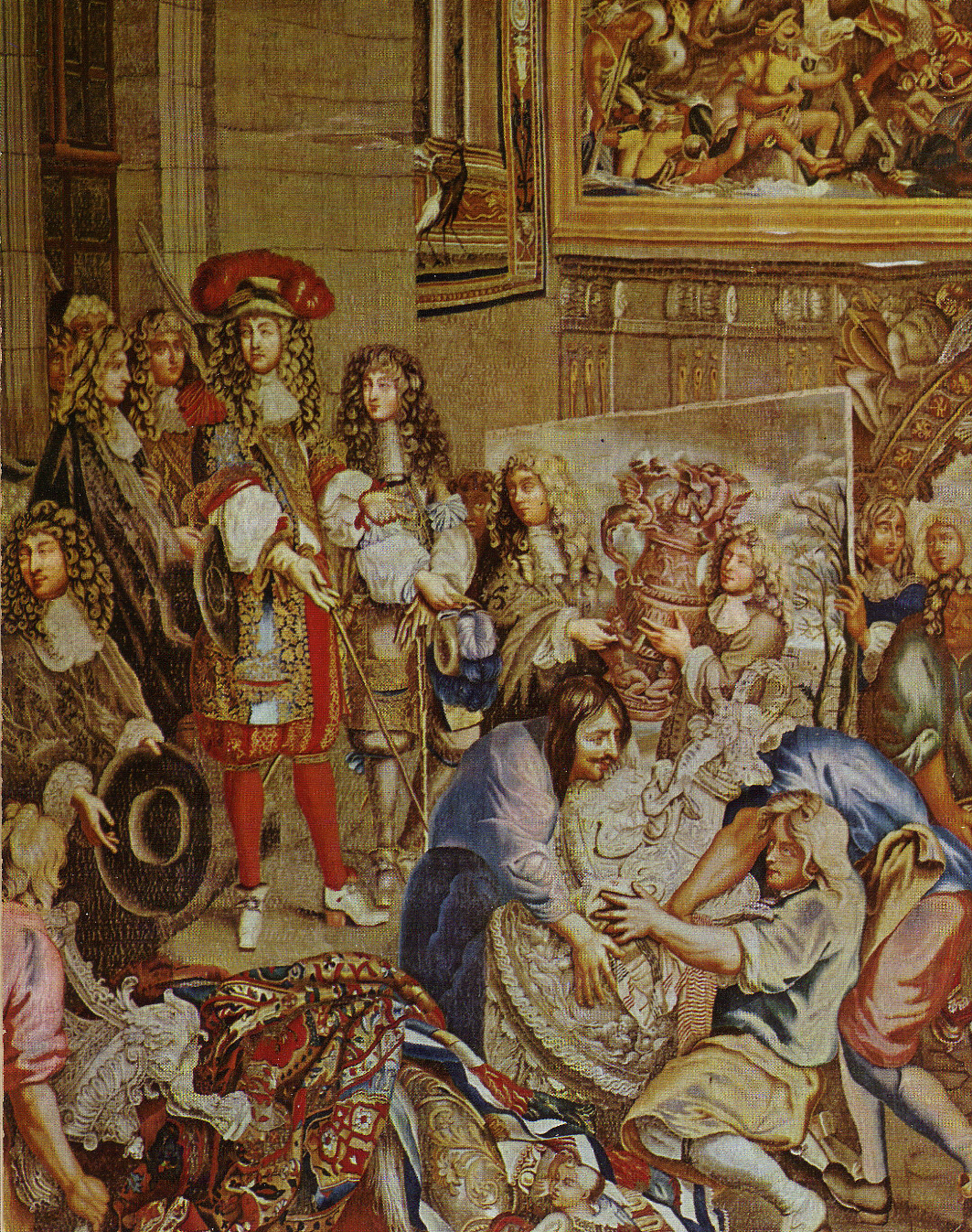
Luigi XIV di Francia e Jean-Baptiste visitano la famosa manifattura di arazzi Gobelins

Sorsero così le famose manifatture di Gobelins (arazzi) e Beauvais (tappezzerie); venne favorita l'industria della seta di Lione; si tutelarono gli inventori; si proibì l'emigrazione degli artigiani esperti, assumendone nel contempo dall'estero, come nel caso dei maestri veneziani esperti nella fabbricazione degli specchi e del vetro (causando veri incidenti diplomatici con la Serenissima Repubblica di San Marco che, "colbertista" già da secoli, non vedeva di buon occhio simili pratiche concorrenziali, facendo assassinare da sicari i maestri vetrai espatriati in Francia), manifattura che verrà poi soppiantata dalla Saint-Gobain che si occupò del vetro per la sala degli specchi della neonata Reggia di Versailles. Infatti tutte queste industrie del lusso servivano anche ai consumi della corte ed all'arredamento dei palazzi reali.
Lo Stato intervenne pesantemente anche al di fuori del settore del lusso, cercando di strappare ad inglesi, olandesi e fiamminghi il monopolio della produzione dei panni ed incoraggiando, per chiari motivi, l'industria metallurgica e delle armi (in quel periodo sorse la famosa fabbrica di Saint-Étienne).
A tutto questo si aggiunse l'imposizione di tariffe doganali tese a sfavorire le importazioni ed a favorire le esportazioni.

### Controlli

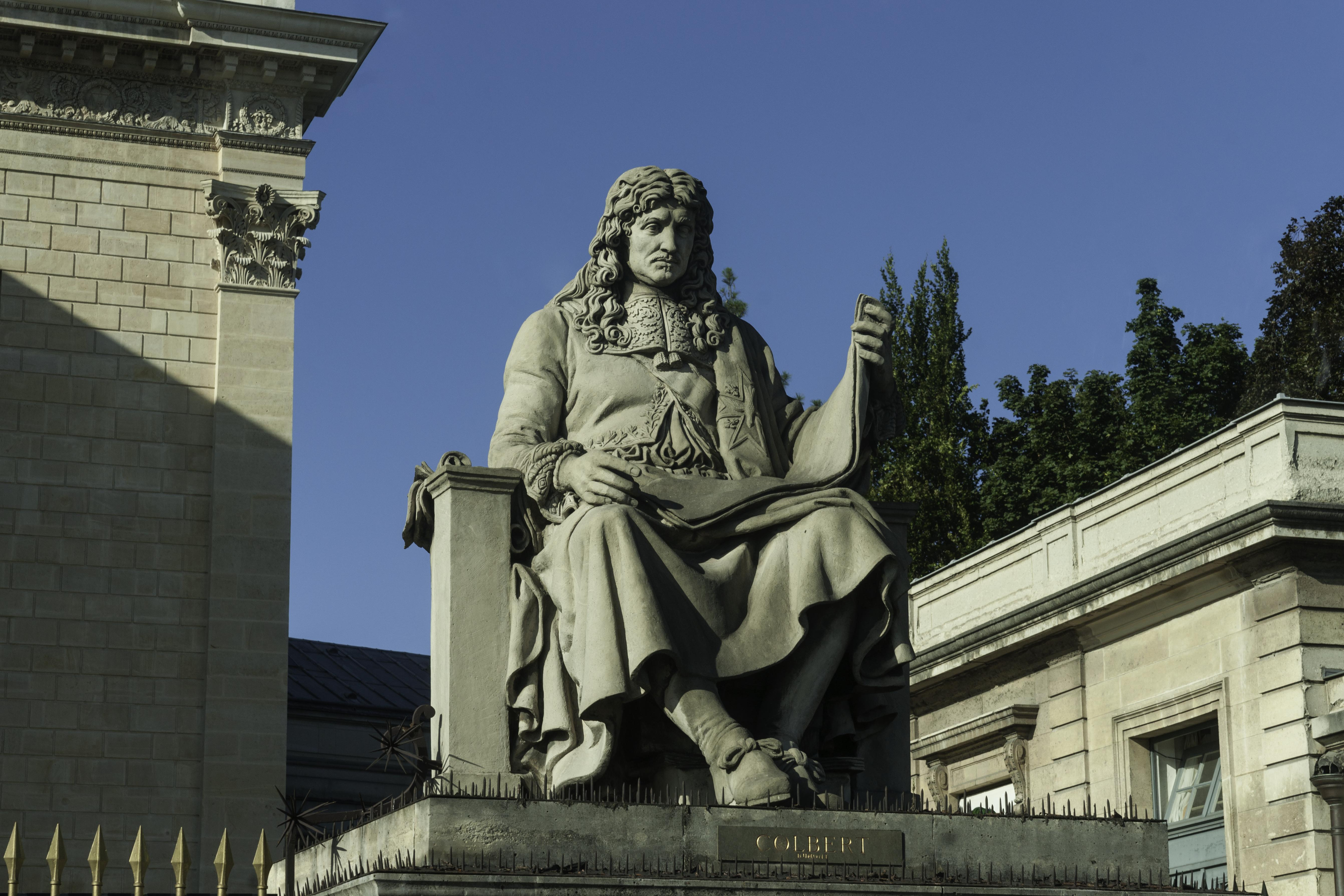
Una statua di Colbert davanti al Palais Bourbon di Parigi

Per garantire i già menzionati standard di qualità, che dovevano caratterizzare il prodotto francese e farlo preferire a quello dei concorrenti, le autorità stabilirono un complesso sistema di minuziosi regolamenti, che disciplinavano le varie tecniche di produzione. Far rispettare detti regolamenti, come informare il governo di progressi e necessità delle manifatture, era compito di un corpo di ispettori, appositamente creato da Colbert.
In caso d'infrazione, venivano previste varie pene, compresa la berlina.
Vennero create in tutta la Francia commissioni per controllare la qualità della produzione delle fabbriche. I prodotti mal riusciti venivano esposti in pubblico, con un cartellino che indicava il nome del responsabile. Dopo due errori i colpevoli venivano legati ed esposti al pubblico, e i funzionari invitavano la folla a insultarli. La pigrizia, la negligenza o la insubordinazione sul lavoro venivano punite con severità militare, anche con la fustigazione.

### Ordonnances

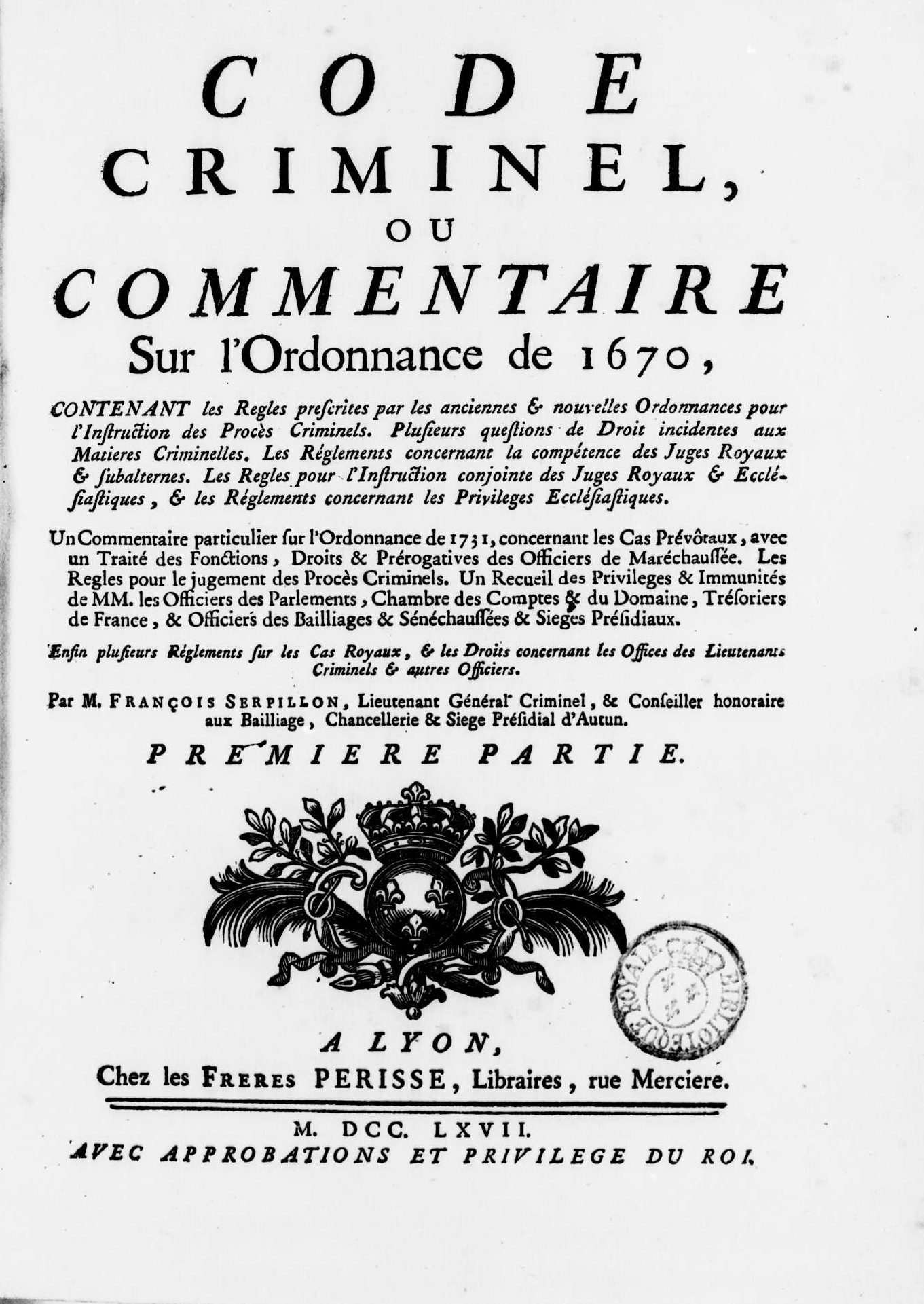
François Serpillon, Code criminel, ou commentaire sur l'Ordonnace de 1670, 1767

Colbert esercitò anche una consistente attività legislativa.
Tra le iniziative di maggior rilievo, vanno ricordate le quattro Ordinanze che, emanate tra il 1667 ed il 1681, estenderanno la loro influenza sul diritto francese fino alla rivoluzione ed oltre.
In ordine cronologico, esse furono:
- Ordonnance civile pour la réformation de la justice (1667), sulla riforma della giustizia civile, a cui si sarebbe ampiamente ispirato il Codice di procedura napoleonico;
- Ordonnance criminelle (1670), sulla procedura penale, che stabiliva un sistema decisamente intimidatorio (ad esempio, regolava in maniera minuziosa l'uso della tortura);
- Ordonnance du commerce (1673), il primo "codice di commercio" dell'era moderna. Stabiliva un regolamento generale del commercio di terra e venne redatta, sentito il parere delle varie corporazioni e delle giurisdizioni mercantili, con il determinante apporto personale del mercante parigino Jacques Savary, grande esperto di giurisprudenza commerciale. In suo onore è anche indicata come Code Savary;
- Ordonnance de la marine (1681). Avente ad oggetto il commercio sui mari, era una rielaborazione delle consuetudini marittime, talmente perfezionata che non solo ispirò i legislatori napoleonici, ma pure i successivi codici della navigazione.

### Marina e colonie

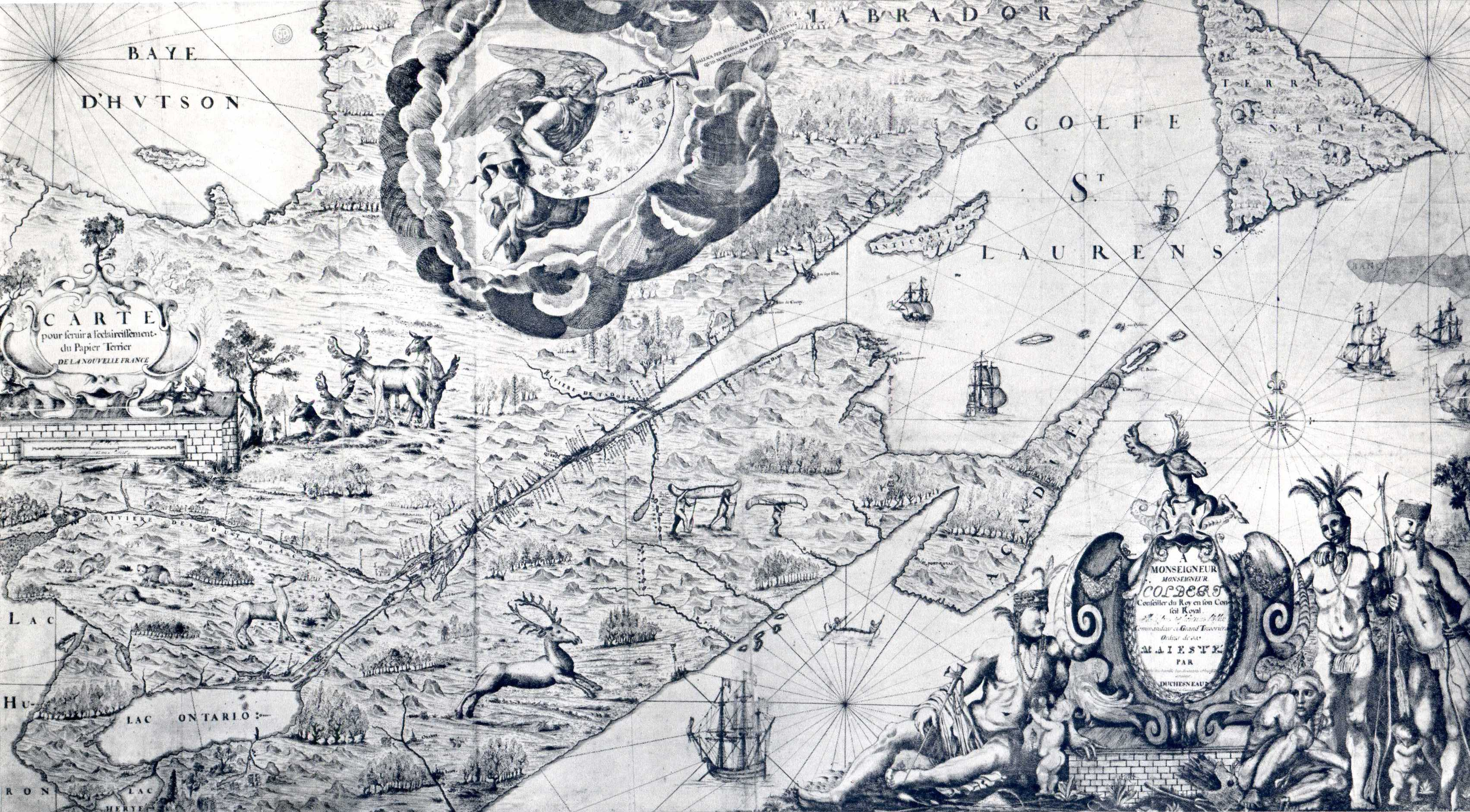
Carta della Nuova Francia dedicata a Colbert (XVII secolo).

L'Ordinanza del 1681 è l'occasione per passare ad un altro aspetto di primaria importanza nella politica di Colbert, quello concernente la marina e le colonie.
Colbert era intenzionato a ridurre gli esborsi che la Francia era costretta ad affrontare, poiché buona parte del suo commercio marittimo si svolgeva tramite navi straniere, soprattutto olandesi. Inoltre, per consentire al paese l'approvvigionamento a basso costo di materie prime e dotarlo di sbocchi commerciali protetti dalla concorrenza, sviluppò l'espansione coloniale francese e la marina da guerra. L'accento posto sull'espansione marittima intercontinentale era proprio di Colbert, poiché il Re Sole pensava praticamente solo a quella terrestre, in Europa.

### Marina militare e arsenali

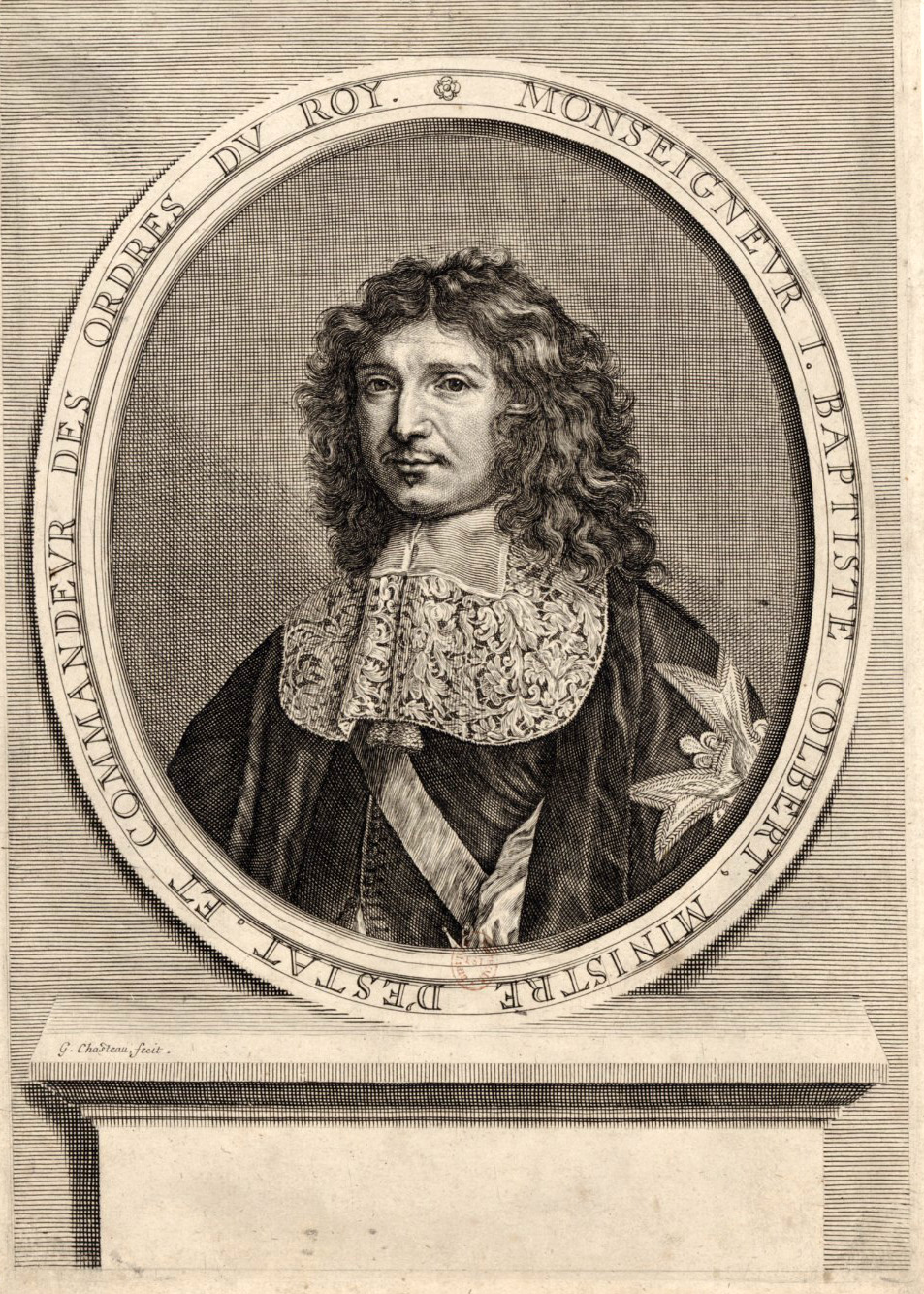
Colberti in una stampa di Guillaume Chasteau

In campo militare, si rammodernò l'arsenale di Tolone, se ne impiantò un altro a Rochefort, si crearono scuole navali a Rochefort, Dieppe, Saint-Malo. Con l'apporto di Vauban, vennero fortificati, tra gli altri, i porti di Brest, Calais, Dunkerque, Le Havre.
Come si era fatto in altri settori, anche in quello delle costruzioni navali si fece ricorso all'ingaggio di esperti lavoratori stranieri, soprattutto tedeschi originari delle città facenti parte la Lega Anseatica.
Per garantire personale alla flotta, Colbert introdusse un sistema di leva. Ogni marinaio doveva svolgere sei mesi di servizio ogni tre, quattro o cinque anni, a seconda della classe cui era assegnato. Nei tre mesi seguenti la fine di ogni periodo d'imbarco, il marinaio avrebbe continuato a ricevere metà della paga. Il governo, inoltre, promise pensioni al personale di bordo. In breve, Colbert prese tutte le iniziative per rendere popolare la marina.
Per riempire i banchi di rematori, si ricorse alla costrizione.

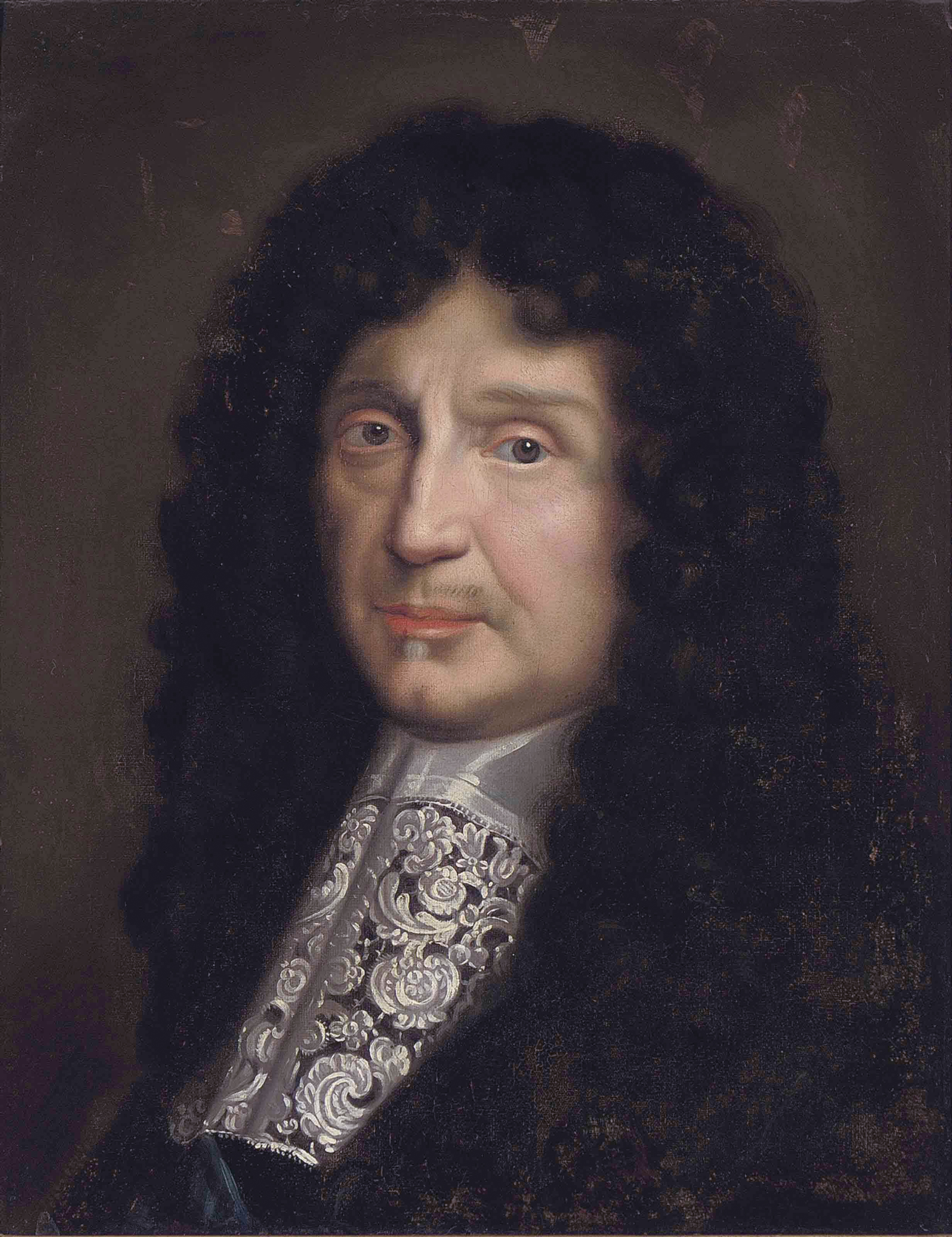
Colbert ritratto da un allievo di Pierre Mignard

Esistono lettere di Colbert a giudici, per incoraggiarli a condannare alla galea il numero più alto possibile di criminali, compresi coloro per cui era prevista la pena di morte e raramente, alla fine della pena, il condannato al remo era liberato. Lo stesso destino incontravano mendicanti, contrabbandieri, coloro che avevano partecipato ad una rivolta, nonché schiavi africani, russi, turchi ed irochesi. Bisogna comunque notare che, all'epoca, praticamente tutte le marine praticavano simili politiche d'arruolamento per i rematori.
La Marina Francese ha pagato parte del suo debito alla memoria di Colbert dedicandogli, nel tempo, sei navi: una corvetta a vapore (1848), una nave da battaglia (1875), un cargo (1914), un dundee (1916), un incrociatore (1928), un incrociatore lanciamissili (1959).

### Marina mercantile e Compagnie

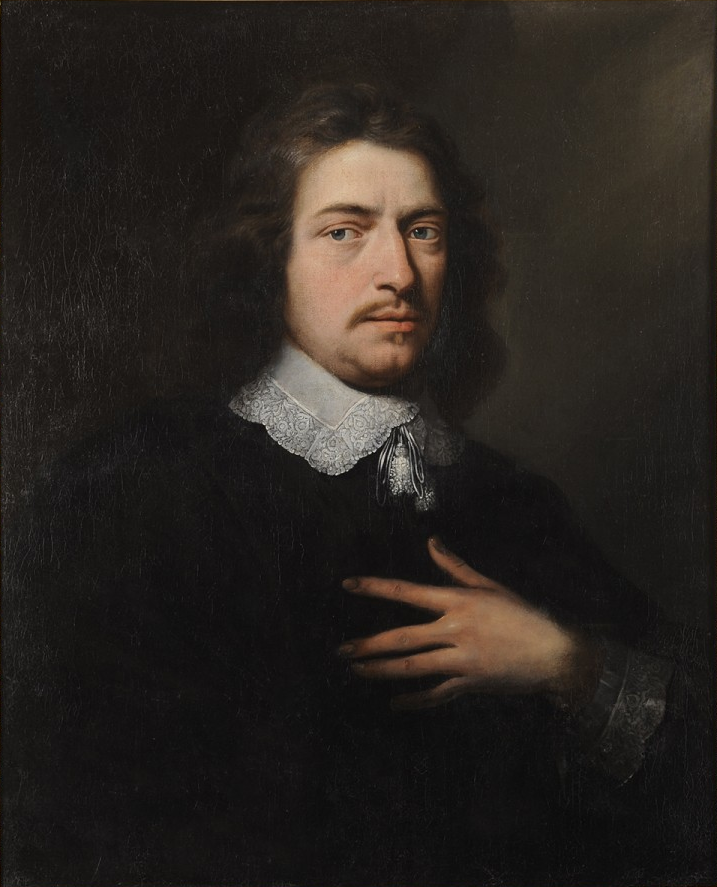
Colbert in un ritratto del XVII secolo

Colbert incoraggiò pure la marina mercantile, imponendo tributi supplementari alle navi costruite all'estero e sgravi fiscali a quelle costruite in Francia. Analogamente alle leggi che proibivano l'emigrazione di lavoratori esperti, poi, si stabilì la condanna a morte per il marinaio francese che avesse servito su navi straniere.
Per sviluppare il commercio marittimo, si crearono porti franchi a Dunkerque, Marsiglia, Bayonne e, perché detto commercio si svolgesse in condizioni di relativa sicurezza, si combatté con decisione la pirateria.
Un ulteriore impulso al commercio su lungo raggio venne dalle compagnie privilegiate. Queste erano una creazione tipica dell'Età moderna, che ebbero nel Seicento il loro secolo d'oro. Venivano promosse dagli stati, per attrarre capitali privati a supporto di iniziative commerciali e coloniali. Ad esse lo Stato concedeva potestà pubbliche (quale il governo dei territori da sviluppare) ed altri privilegi (da cui il nome), come l'esenzione dalle imposte, il monopolio del commercio nazionale diretto verso determinate aree, la responsabilità limitata per i soci.
In Francia, durante gli anni di Colbert, furono fondate o rilanciate la Compagnia delle Indie Orientali, per i traffici con l'Oceano Indiano, la Compagnia delle Indie Occidentali, per quelli con le Americhe, la Compagnia del Levante (Mar Mediterraneo orientale ed Impero ottomano), la Compagnia del Senegal (coste dell'Africa), la Compagnia del Nord (mari boreali, fino ad allora monopolio degli olandesi).
Queste compagnie non raggiunsero i risultati sperati, anche a causa delle guerre, ma contribuirono al consolidamento dell'espansione coloniale francese, soprattutto nelle Antille e in Canada.
In generale, se la Francia fallì nel proposito di soppiantare i concorrenti olandesi ed inglesi nei commerci oceanici, comunque l'età di Colbert vide enormi sviluppi anche nella marina mercantile, che raddoppiò il suo tonnellaggio complessivo.

### Sostegno al commercio interno

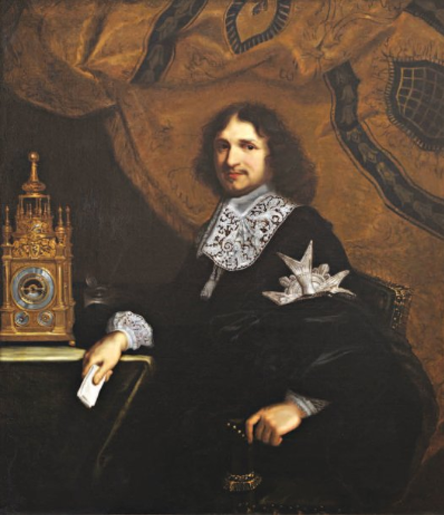
Colbert in un ritratto d'epoca

Colbert cercò pure di sviluppare il commercio all'interno della Francia. Fece costruire strade e canali, tra cui il Canal du midi (tra il 1666 ed il 1681), potenziando, nel contempo, i servizi postali. Lottò anche contro i dazi e le dogane interne, ma qui la sua azione fu gravemente ostacolata dai particolarismi e così, alla fine del suo periodo di governo, il paese non costituiva ancora un unico spazio doganale.
Alleggerì la Taille sull'agricoltura, ma mantenne intatto il sistema di dazi interni sui cereali, impedendone oltretutto l'esportazione, tranne che negli anni d'abbondanza. Tarpò così le ali allo sviluppo agricolo, spaventato, forse in maniera eccessiva, da cosa sarebbe successo in caso di carestia.

### Religione

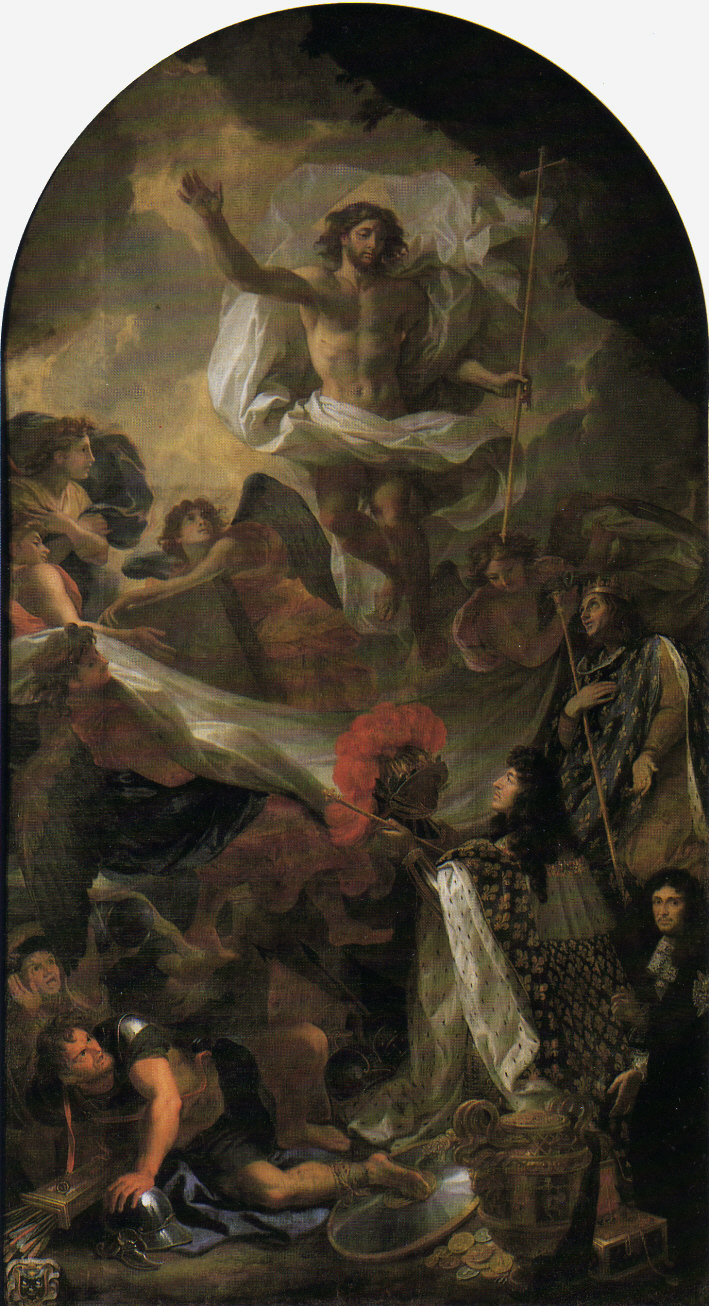
Luigi XIV di Francia presenta il suo scettro e il suo elmo a Gesù Cristo. Da notare, a fianco al Re, Jean-Baptiste Colbert

La politica religiosa di Colbert non fu particolarmente degna di nota ed il suo ruolo nelle varie contese tra il Re ed il Papa fu sempre modesto.
In compenso, simpatizzava con chi proponeva una qualche riduzione della ricchezza del clero, da effettuarsi mediante massicce confische (il progetto, come noto, sarà attuato dai governi rivoluzionari alla fine del secolo successivo). Per aumentare la produttività, ridusse il numero delle feste religiose e, sempre per l'identico motivo, progettò di ridurre il numero di persone che si dedicavano alla vita consacrata, innalzando l'età minima per entrare in convento.

### Cultura

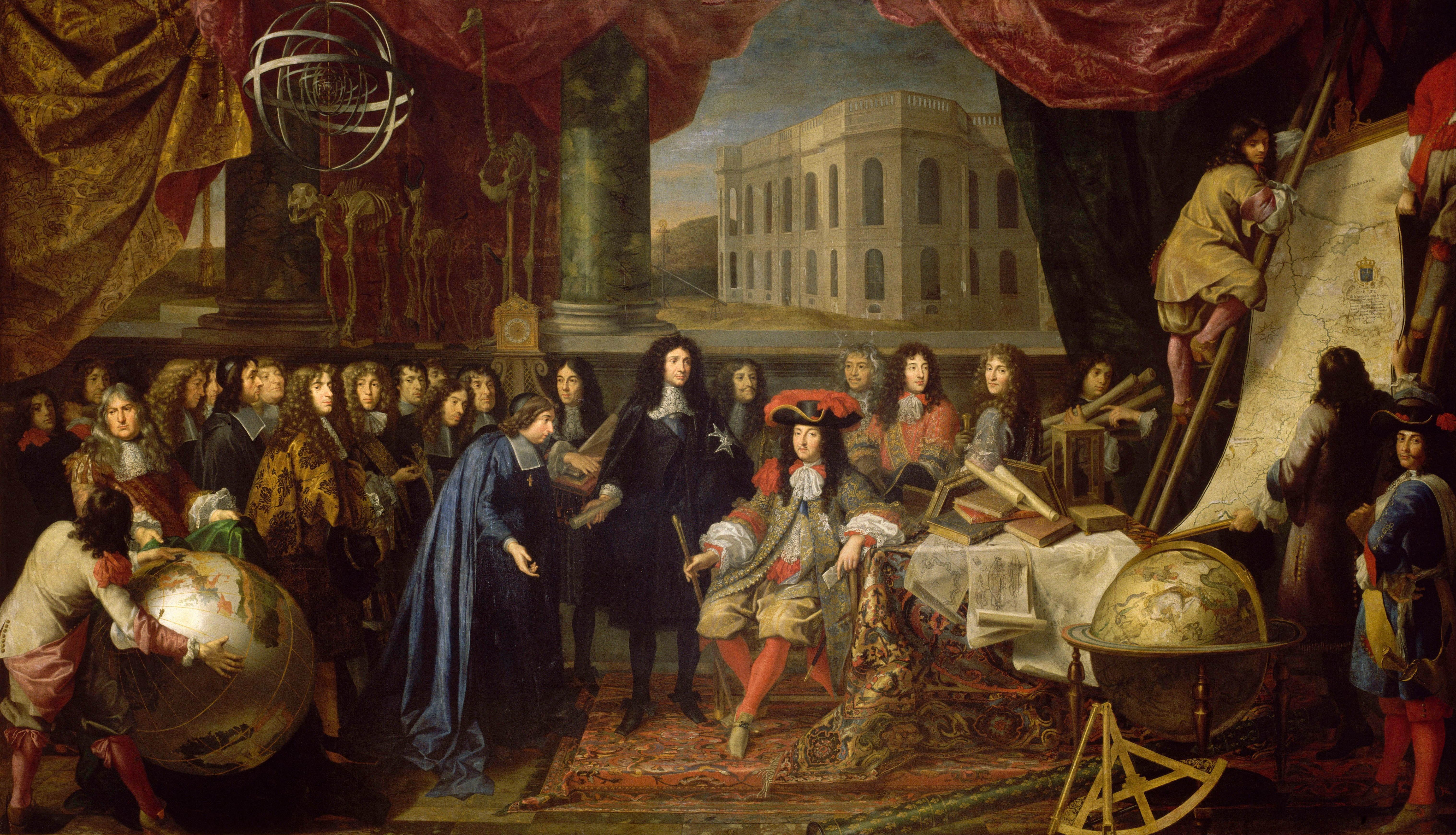
Colbert presenta i membri dell'Accademia delle Scienze a Luigi XIV di Francia di Henri Testelin, 1667

Colbert contribuì pure al rafforzamento d'importanti istituzioni culturali. Membro dal 1667 dell'Accademia di Francia, creò l'Accademia delle Scienze (1666), nonché quelle d'Architettura (1671) e Musica (1672), riorganizzò l'Accademia di pittura e scultura già creata da Mazzarino.
In Italia, fondò l'Accademia di Francia a Roma. Chiamò a Parigi Giovanni Domenico Cassini, per dirigere il neonato osservatorio astronomico.
Arricchì il Louvre di opere d'arte, elargì pensioni ad uomini di lettere di grande spicco come Molière, Jean Racine e Pierre Corneille, aiutò scienziati come Christiaan Huygens ed il geografo Vossius, contribuendo così a creare l'immagine aurea della Francia all'epoca del Re Sole.

### Morte

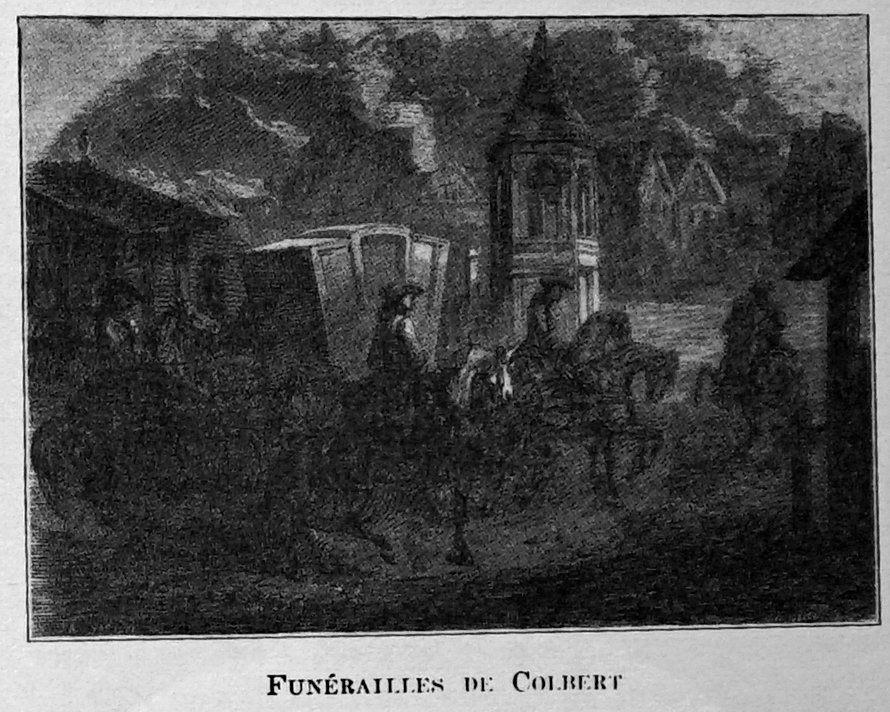
I funerali di Jean-Baptiste

Mentre gestiva gli affari dello Stato e arricchiva la Francia, Colbert accumulò un'importante fortuna personale, ma molto inferiore a quella di Mazzarino, pari a circa 4,5 o 5 milioni di lire. Ecco perché il popolo, credendo di vedere in questa fortuna un segno di prevaricazione, oltraggiò la sua bara.
Rifiutó di ricevere Luigi XIV sul suo letto di morte, ufficialmente perché le sue condizioni non glielo permettevano, anche se disse, secondo i suoi familiari, "Ho dato tutto da me al re; che mi lasci almeno la mia morte" e "se avessi fatto per Dio tutto ciò che ho fatto per quest'uomo, sarei stato salvato dieci volte!".

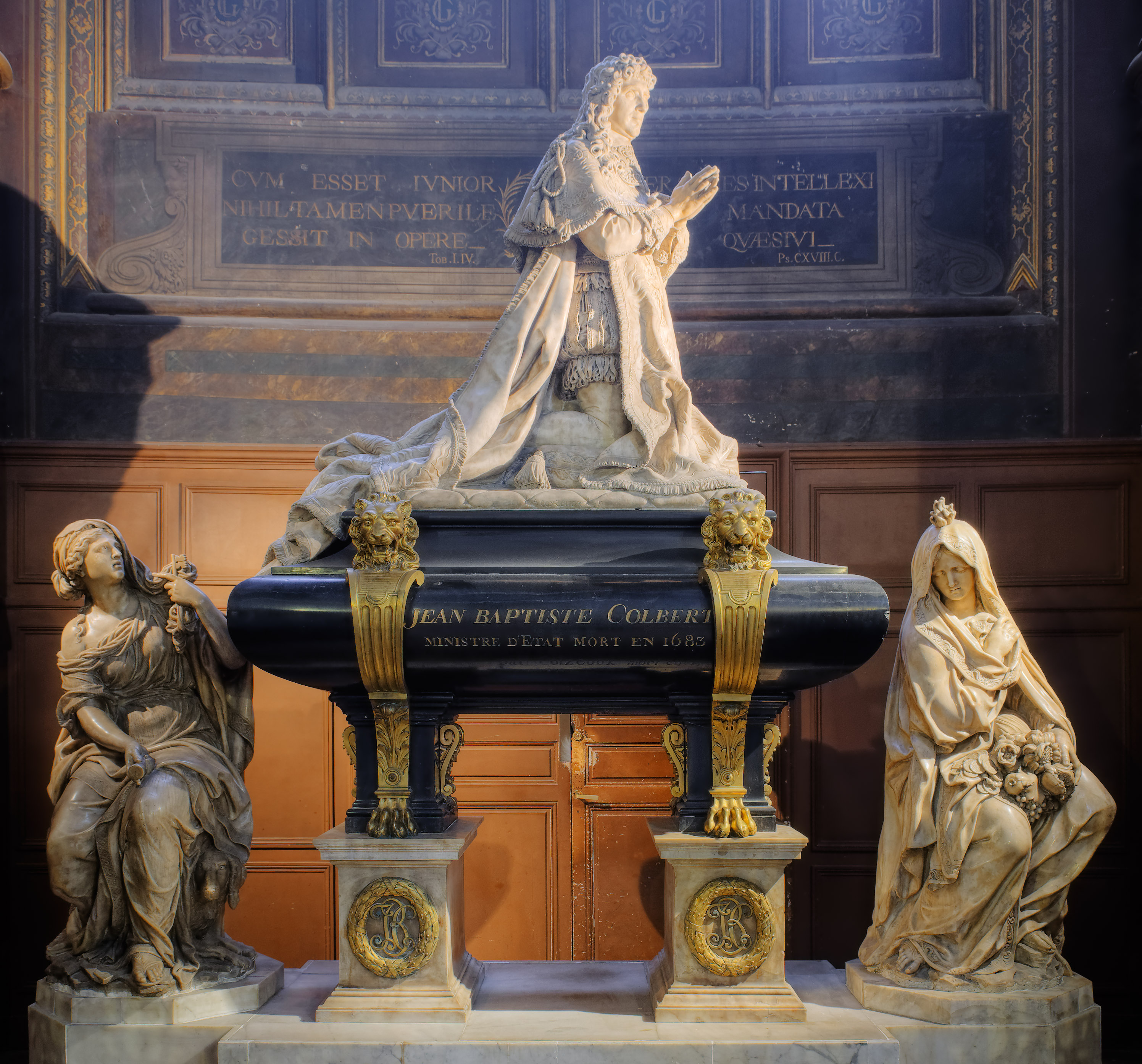
Cenotafio di Colbert nell'église Saint-Eustache de Paris.

Colbert è sepolto a Parigi nella chiesa Saint-Eustache, dove nella sua tomba, capolavoro disegnato, su richiesta della sua vedova, Marie Charron, da Charles Le Brun ed eseguita dagli scultori Jean-Baptiste Tuby e Antoine Coysevox, sono conservate le gambe, poiché il resto dei suoi resti furono trasferiti nelle catacombe di Parigi nel 1787.

## Eredità culturale

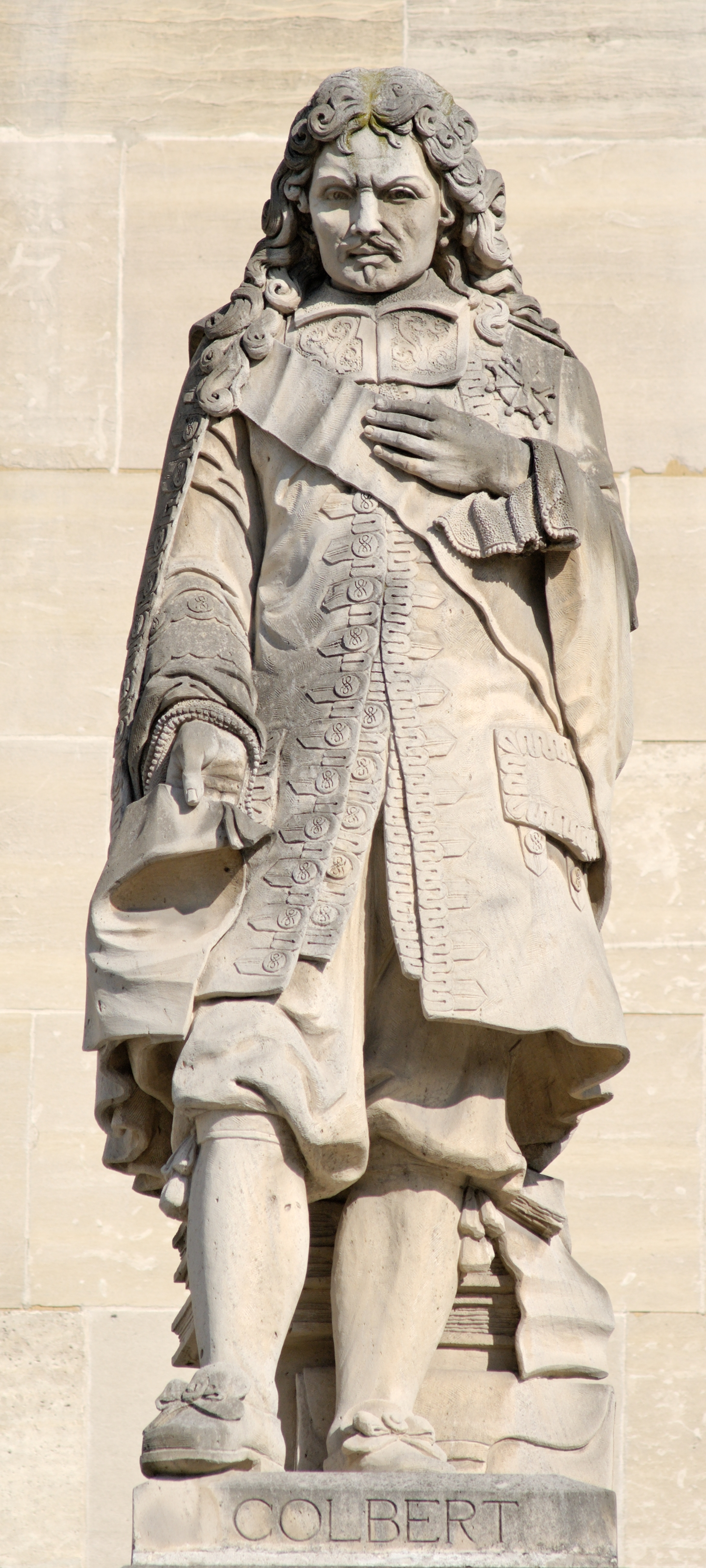
Statua di Colbert di Gayrard figlio, nella cour Napoléon del Palazzo del Louvre

Molte delle sue iniziative, senza dubbio, fallirono: l'eccessiva regolamentazione delle industrie ostacolò l'iniziativa imprenditoriale, le Compagnie commerciali ebbero più periodi bui che di luce, sugli oceani la marina francese non soppiantò quelle concorrenti, l'agricoltura (da cui la grande maggioranza dei francesi traeva il suo sostentamento) fu penalizzata dalle politiche commerciali e dalla distribuzione dei capitali a vantaggio di industria e marina, i dazi provocarono ritorsioni contro il commercio francese, il pareggio di bilancio si rivelò effimero a causa delle spese belliche, eccetera.
Nondimeno, Colbert contribuì in maniera decisiva alla nascita di un nuovo tipo di amministrazione pubblica, basata su un corpo di funzionari selezionato ed in contatto con il potere centrale. Si tratta di un modello che, nelle sue molteplici forme e con i suoi pregi e difetti, ha influenzato profondamente la storia della Francia e quella dei paesi che ricalcarono la sua organizzazione amministrativa.
Le industrie del lusso create in quegli anni sono le progenitrici di quell'industria della moda in cui la Francia ha avuto per lungo tempo una preminenza quasi assoluta ed in cui è, tuttora, una delle principali giocatrici a livello mondiale.
L'importanza che venne attribuita alla creatività di artigiani ed inventori è l'antesignana degli odierni diritti di privativa, attraverso cui lo Stato tutela le invenzioni ed il design industriale.

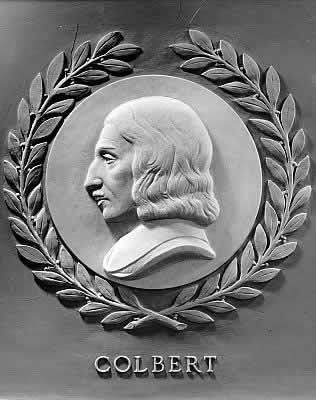
Bassorilievo di Jean-Baptiste all'interno della Camera dei rappresentanti degli Stati Uniti. Egli è uno dei 23 grandi legislatori della storia commemorati in quel luogo

Soprattutto, Colbert è un uomo del suo tempo. La principale differenza tra la sua personalità e quella del sovrintendente Fouquet è, forse, proprio questa: il sovrintendente viveva ancora nel Cinquecento, aspirava ad essere un principe rinascimentale, con il suo splendido castello e la sua corte di intellettuali ed artisti. Ma, nella Francia di Luigi XIV, non c'era più posto per signori rinascimentali che facessero ombra al Re Sole. Colbert, uomo d'apparato, ligio al dovere, dimesso, al lavoro dalle cinque di mattina, incarnava, invece, il borghese di cui il re aveva bisogno per costruire il nuovo Stato che aveva in mente. Un tipo umano, quello di Colbert, che nei tempi seguenti avrebbe incontrato sempre maggiori fortune.

## Discendenza

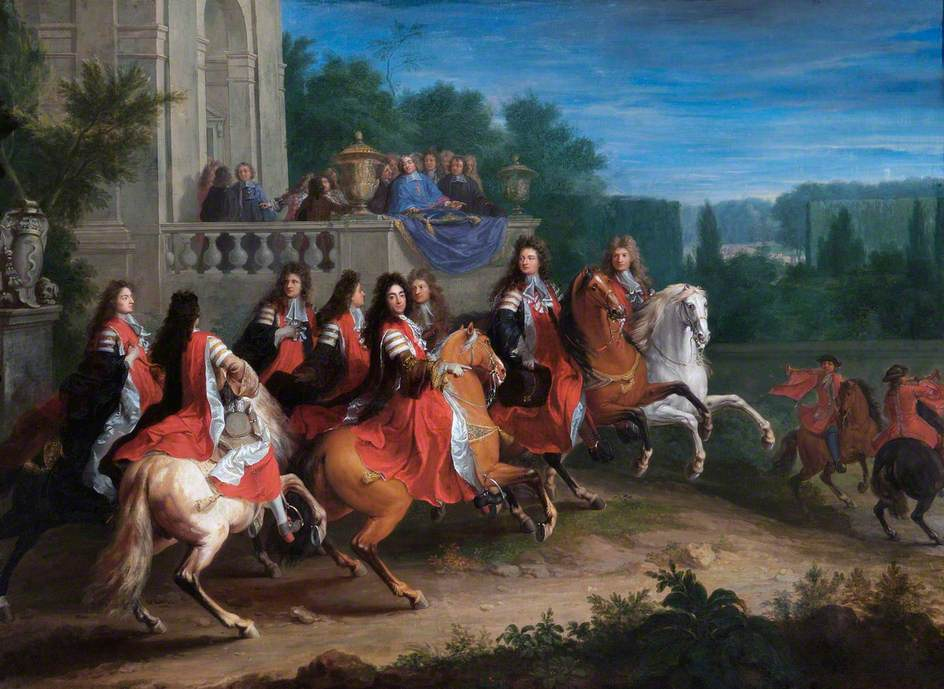
La famiglia Colbert nel 1680 circa

Colbert e Marie Charron ebbero nove figli:
- Jeanne-Marie (1650-1732) sposò Charles-Honoré d'Albert de Luynes;
- Jean-Baptiste (1651-1690), marchese di Seignelay;
- Jacques-Nicolas (1654-1707), arcivescovo di Rouen;
- Antoine-Martin (1659-1689), cavaliere di gran croce dell'Ordine di San Giovanni di Gerusalemme, comandante della Commanderie de Boncourt e Chantereine, colonnello del reggimento di Champagne, brigatiere delle armate del Re, ferito durante l'attacco a Valcourt. È tumulato nella chiesa di Philippeville;
- Henriette-Louise (1657-1733) sposò Paul de Beauvilliers, marchese di Saint-Aignan;
- Jean-Jules-Armand (1664-1704), marchese di Blainville;
- Marie-Anne (1665-1750), morta a 85 anni, sposò Luigi I, duca di Mortemart (figlio di Louis Victor de Rochechouart de Mortemart e quindi nipote di Madame de Montespan), con discendenza, tra cui si annovera Talleyrand;
- Louis (1667-1745), conte di Linières, guardia della Bibliothèque du roi e militare;
- Charles-Édouard (1670-1690), conte di Sceaux, in seguito all'acquisto della baronia di Sceaux.

## Araldica
| Stemma | Descrizione                                | Blasonatura                                                                                            |
|        | Jean-Baptiste Colbert Signore di Seignelay | D'oro alla biscia d'azzurro. Ornamenti esteriori da nobile. Cavaliere dell'Ordine dello Spirito Santo. |